# The-Dream
The-Dream, Terius Youngdell Nash, född 20 september 1977 i Rockingham, North Carolina är en grammynominerad R&B-artist och låtskrivare.

## Privatliv
The-Dream flyttade med sin mor till Atlanta, Georgia när han var två år. Hon uppfostrade honom till hennes plötsliga död vid 35 års ålder. Efter sin mors död uppfostrades Dream hos sin morfar i Bankhead-delen i Atlanta.
2004 gifte sig The-Dream med flickvännen Nivea som födde deras första dotter Navy Talia den 10 maj 2005. 11 månader senare födde Nivea tvillingpojkar. De skilde sig 2007. The-Dream var gift med Christina Milian och 26 februari 2010 fick de dottern Violet. I juli 2010 skilde sig paret.

## Musikkarriär
Efter examen gick Dream med i gruppen Guess Who. De sjöng refrängen i låten Most Beautiful Girl.
Han fick sitt första kontrakt 2003 när han skrev på för Peer Music efter att han skrev B2Ks singel "Everything", från gruppens skiva Pandemonium!
Efter succén med Everything började The-Dream bygga fart och snart började han göra låtar med större artister. Han tillbringade två år med att skriva Niveas andra skiva Complicated, som han producerade exklusivt med kompisen Christopher "Tricky" Stewart, vilket ledde fram till Rihannas superhit Umbrella. Den stora succén Umbrella tog The-Dreams musikkarriär till nya höjder, och 2007 skrev han på för Def Jam och han började jobba med flera olika projekt samt släppte sitt debutalbum Love/Hate.
The-Dreams album Love vs. Money släpptes i Sverige den 6 april 2009.

## Diskografi
- 2007: Love/Hate
- 2009: Love vs. Money
- 2010: Love King
- 2014: IV Play

## Priser och nomineringar
- 2007 Mobo Awards
  - Bästa låt-skrivare "Bed" [Nominerad]

- 2008 Grammy Awards
  - Årets låt - "Umbrella" (Låtskrivare) [Nominerad]

- BET Awards 2008
  - Best Nya Artist [Vann]

- 3rd Annual Ozone Magazine Awards
  - 2008, Bästa R&B Artist [Nominerad]

- American Music Awards 2008
  - T-Mobile Breakthrough Artist [Nominerad]